# Olios berlandi
Olios berlandi är en spindelart som beskrevs av Roewer 1951. Olios berlandi ingår i släktet Olios och familjen jättekrabbspindlar.
Artens utbredningsområde är Nya Kaledonien. Inga underarter finns listade i Catalogue of Life.